# Richard Webb
Richard Webb, född 9 september 1915 i Bloomington, Illinois, död 10 juni 1993 i Van Nuys, Kalifornien, var en amerikansk skådespelare. Webb hade sin storhetstid i USA på 1950-talet då han gjorde huvudrollen i TV-serien Captain Midnight. Han gjorde många mindre filmroller, men syntes främst i olika TV-serier.
Webb har tilldelats en stjärna för TV-insatser på Hollywood Walk of Fame.

## Filmografi, urval
- 1940 – Jag vill ha vingar
- 1941 – Med tio cents på fickan
- 1942 – Min osynlige vän
- 1947 – Skuggor ur det förflutna
- 1948 – Den stora klockan
- 1948 – Natten har tusen ögon
- 1948 – Sång, musik och vackra flickor
- 1949 – Nationens hjältar
- 1949 – En yankee vid kung Arthurs hov
- 1955 – Tummen opp